# Матяш Павло Вікторович
Павло Вікторович Матяш (нар. 11 липня 1987, Фрунзе, КирРСР) — киргизький футболіст, воротар мальдівського клубу «Мазія» та національної збірної Киргизстану.

## Клубна кар'єра
Розпочинав свою дорослу кар'єру в молодіжній збірній країни, яка в 2004 році виступала в першості Киргизстану. Через три роки Матяш перейшов в найсильніший місцевий клуб «Дордой». Розпочав свої виступи як третій воротар команди, виходячи на поле в матчах національного кубку. За нього голкіпер відіграв 6 сезонів. Згодом він грав за інші киргизькі команди, «Абдиш-Ата» й «Алга».
У липня 2015 році перейшов у мальдівські «Мазію», підписавши контракт до 12 листопада 2015 року, з можливістю його продовження. У лютому 2016 року Матяш підписав річний контракт з малайзійським клубом ЮіТМ.

## Кар'єра в збірній
За збірну Киргизстану Матяш дебютував 28 березня 2009 року в грі зі збірною Непалу, яка закінчилася з рахунком 1:1. Чотири роки воротар не викликався в національну команду, але з 2013 року він регулярно потрапляє в її склад.

## Досягнення

### Командні
- Чемпіонат Киргизстану
  -  Чемпіон (7): 2007, 2008, 2009, 2010, 2011, 2012, 2019

- Кубок Киргизстану
  -  Володар (5): 2006, 2008, 2010, 2012, 2023

- Суперкубок Киргизстану
  -  Володар (4): 2012, 2013, 2014, 2019

- Кубок Негру
  -  Бронзовий призер (1): 2009

- Кубок президента АФК
  -  Володар (2): 2006, 2007
  -  Фіналіст (3): 2008, 2009, 2010

- Кубок Президента Мальдівів
  -  Володар (1): 2015[6]

- Суперкубок Мальдівів
  -  Володар (1): 2017

- Кубок Узбекистану
  -  Володар (1): 2018

### Індивідуальні
- Найкращий воротар Чемпіонату Киргизстану (2): 2011, 2013

## Статистика виступів

### Клубна
Станом на 15 February 2016
| Клуб              | Сезон             | Дивізіон                 | Ліга  | Ліга | Кубок             | Кубок             | Континентальний | Континентальний | Загалом | Загалом |
| Клуб              | Сезон             | Дивізіон                 | Матчі | ПГ   | Матчі             | ПГ                | Матчі           | ПГ              | Матчі   | ПГ      |
| Киргизстан        | Киргизстан        | Киргизстан               | Ліга  | Ліга | Кубок Киргизстану | Кубок Киргизстану | АФК             | АФК             | Загалом | Загалом |
| ----------------- | ----------------- | ------------------------ | ----- | ---- | ----------------- | ----------------- | --------------- | --------------- | ------- | ------- |
| Киргизстан U-21   | 2004              | Чемпіонат Киргизстану    | ?     | ?    | ?                 | ?                 | -               | -               | 28      | ?       |
| Дордой (Бішкек)   | 2006              | Чемпіонат Киргизстану    | ?     | ?    | ?                 | ?                 | ?               | ?               | 5       | 1       |
| Дордой (Бішкек)   | 2007              | Чемпіонат Киргизстану    | ?     | ?    | ?                 | ?                 | ?               | ?               | 13      | 5       |
| Дордой (Бішкек)   | 2008              | Чемпіонат Киргизстану    | ?     | ?    | ?                 | ?                 | ?               | ?               | 17      | 7       |
| Дордой (Бішкек)   | 2009              | Чемпіонат Киргизстану    | ?     | ?    | ?                 | ?                 | ?               | ?               | 26      | 15      |
| Дордой (Бішкек)   | 2010              | Чемпіонат Киргизстану    | ?     | ?    | ?                 | ?                 | ?               | ?               | 24      | 15      |
| Дордой (Бішкек)   | 2011              | Чемпіонат Киргизстану    | ?     | ?    | ?                 | ?                 | -               | -               | 30      | 13      |
| Дордой (Бішкек)   | 2012              | Чемпіонат Киргизстану    | ?     | ?    | ?                 | ?                 | -               | -               | 28      | 10      |
| Дордой (Бішкек)   | 2013              | Чемпіонат Киргизстану    | ?     | ?    | ?                 | ?                 | -               | -               | 21      | 13      |
| Дордой (Бішкек)   | 2014              | Чемпіонат Киргизстану    | ?     | ?    | ?                 | ?                 | -               | -               | 7       | 4       |
| Алга (Бішкек)     | 2015              | Чемпіонат Киргизстану    | ?     | ?    | ?                 | ?                 | -               | -               | 9       | 6       |
| Мальдіви          | Мальдіви          | Мальдіви                 | Ліга  | Ліга | Кубок Прнзидента  | Кубок Прнзидента  | АФК             | АФК             | Загалом | Загалом |
| Мазія             | 2015              | Прем'єр-ліга             | 8     | 11   | 5                 | 2                 | -               | -               | 13      | 13      |
| Малайзія          | Малайзія          | Малайзія                 | Ліга  | Ліга | Кубок ФА Малайзії | Кубок ФА Малайзії | АФК             | АФК             | Загалом | Загалом |
| ЮіТМ              | 2016              | Малазійська Прем'єр-ліга | 12    | 20   | 1                 | 5                 | -               | -               | 13      | 25      |
| Загалом           | Киргизстан        | Киргизстан               | ?     | ?    | ?                 | ?                 | ?               | ?               | 208     | ?       |
| Загалом           | Мальдіви          | Мальдіви                 | 8     | 11   | 5                 | 2                 | -               | -               | 13      | 13      |
| Загалом           | Малайзія          | Малайзія                 | 12    | 20   | 1                 | 5                 | -               | -               | 13      | 25      |
| Загалом у кар'єрі | Загалом у кар'єрі | Загалом у кар'єрі        | ?     | ?    | ?                 | ?                 | ?               | ?               | 225     | ?       |

### У збірній
| національна збірна Киргизстану | національна збірна Киргизстану | національна збірна Киргизстану |
| Роки                           | Матчі                          | Голи                           |
| ------------------------------ | ------------------------------ | ------------------------------ |
| 2009                           | 5                              | 0                              |
| 2010                           | 0                              | 0                              |
| 2011                           | 0                              | 0                              |
| 2012                           | 0                              | 0                              |
| 2013                           | 7                              | 0                              |
| 2014                           | 6                              | 0                              |
| 2015                           | 5                              | 0                              |
| Загалом                        | 23                             | 0                              |

Статистичні дані станом на 17 листопада 2015 року